# スプライス
『スプライス』（Splice）は、2009年に公開されたカナダとフランスの合作によるSFホラー映画。

## 概要
人間と動物の遺伝子組み換えにより、新しい生命体を創造する科学者たちの禁忌の実験と、その因果応報による顛末を描くSFホラー映画。監督は『キューブ』のヴィンチェンゾ・ナタリ。製作に『シェイプ・オブ・ウォーター』のギレルモ・デル・トロと、『マトリックス』の ジョエル・シルバーが参加している。
『スプライス』を21世紀のフランケンシュタインの物語と考えたヴィンチェンゾは、主人公クライヴとエルサのキャラクター名が、ジェイムズ・ホエールが監督を務めた『フランケンシュタイン』のコリン・クライヴと、『フランケンシュタインの花嫁』のエルザ・ランチェスターからの引用であると語っている。また、この時のインタビューで本作がフランスの出資を得た件にも言及し「この映画にはハリウッドの大手スタジオが好まない、あるセックスの要素がある。映画を完成させるには、そうしたことを気にしないフランスの文化と企業が必要でした」と明かした。
2011年の日本公開時には、映倫の審査によりR15+区分（15歳未満の入場・鑑賞は禁止）に指定され、国内盤のBlu-ray/DVD及び各種動画配信に於いても同様の扱いである。

## ストーリー
私生活でもパートナー同士の遺伝子エンジニア クライヴとエルサは、N.E.R.D. （核酸交換開発研究開発）研究所で、異なる動物のDNAを結合する研究をしている。雄（オス）のフレッドと雌（メス）のジンジャーという目も口もない奇妙な形状の生物を作ったクライヴたちは、アルツハイマーや癌の治療に役立つ成分を抽出するべく、ジンジャーたちの細胞にヒトのDNAをかけあわせた生き物を作ろうと提案。しかし雇用主のジョアンと上司のウィリアムは、危険な遺伝子結合の部署を閉鎖し、新薬開発に向けて新たな蛋白質の研究を進めるよう指示した。
上層部の決定に納得できないクライヴとエルサは秘かに研究を進め、雌のハイブリッド生物を誕生させた。長い尻尾を持ち二足歩行で動く、肌色の実験動物にエルサはドレンと名付ける。クライヴの弟ギャビンは偶然、兄たちの研究とドレンの存在を知り、こんなことが上層部にバレたら大変なことになると苦言を呈した。ドレンが人間の少女ほどの大きさに成長した頃、研究に追われていた2人は久しぶりにセックスをしようと合意するが、クライヴは避妊具の持ち合わせがないと告げる。クライヴの上に跨ったエルサは彼が果てるまで腰を振り続け、そんな2人をカーテンの向こう側からドレンが見つめていた。
資金を募るために研究所のスポンサーたちの前で、ジンジャーとフレッドのお披露目をすることになったものの、狂暴になった2匹は殺し合いを始め、プレゼンテーション会場は阿鼻叫喚と化す。叱責するジョアンにクライヴは、雌のジンジャーにホルモン変化が起き、雄になっていたと報告。ジンジャーたちに代わる別の個体を作るエルサの提案を、ジョアンは「怪物はもう御免よ」と却下する。
エルサの死んだ母が遺した牧場の納屋にドレンを隠すことにした2人だったが、一週間も経つと、軟禁生活に飽きたドレンは退屈さで癇癪を起す。やがてクライヴは、ドレンを作るために使われた人間のDNAが匿名ドナーからの提供ではなく、エルサ自身の物だと気づく。
ペットとして与えた猫をドレンが殺したため、怒ったエルサはドレンの尾の針を切断。切り取った尻尾から取り出した蛋白質の合成サンプルを、成果を急かせる研究所に提出した。納屋でクライヴと二人きりになったドレンは彼にキスをして性的に誘惑し、最初は抵抗したクライヴも魅力に屈して一線を越えてしまう。ドレンと交わりながら、今にもオーガズムに達しそうなクライヴは、セックス中の2人の姿に衝撃を受けているエルサに気付き追いかけた。エルサは嫉妬からクライヴに怒りをぶつけるが、クライヴもまた子供を欲しがらなかったエルサが、その代替品として新しい生命体を作ったことを責める。一定の研究成果を得られたドレンは処分しようと2人が納屋に戻ると、ドレンは危篤に陥っており、やがて動かなくなった。
エルサが研究所に提供した蛋白質サンプルから人間のDNAを見つけたウィリアムは、クライヴたちが新しい生物を作り出したことに気付き、ギャビンと共に納屋に来てドレンを会社へ渡すよう主張。しかしドレンはすでに死亡し、納屋の裏に埋めたとエルサが説明する。だが雌雄同体のドレンは仮死状態を経て性転換し、地中で雄の身体に変態したのだ。雌から雄に変わって狂暴化したジンジャーのように、ドレンは獰猛な怪物と化し、ウィリアムとギャビンを惨殺してクライヴを湖に引きずり込む。エルサはクライヴを水中から引き上げ、ドレンから身を隠すものの、すぐに見つかり服を引き裂かれる。何が望みなのか？ と組み敷かれたエルサが問うと、ドレンは初めて人間の言葉で「Inside you（あなたの中に）…」と話すと、尻尾を使って彼女の下着とズボンを引き下ろす。
目を覚ましたクライヴがエルサを探して林の奥へ入ると、ドレンはエルサを押さえつけて凄まじい勢いで交尾を行なっていた。エルサの股間に生殖器を挿入し、獣のごとく猛り狂うドレンは、突如唸り声をあげて恍惚の表情を浮かべる。その僅かな隙をついてクライヴは背後から木を突き刺した。苦しむドレンは自力でそれを抜き取るとクライヴを殺害。エルサはドレンの頭上に石を振り降ろして撲殺する。ようやく恐ろしい事件は幕を下ろした。
回収されたドレンの遺体には貴重な化学物質が多く含まれ、会社がその特許を申請することをジョアンはエルサに説明する。オフィスの一室で話を聞いているエルサの下腹部は、臨月の妊婦のように大きい。あの夜、クライヴが獣姦されているエルサのもとに駆け付けた時、ドレンは彼女の膣内に射精している最中であり、すでに手遅れだったのだ。キメラの獣と交尾して受精したエルサは、今や貴重な研究対象だ。エルサは表情も変えずに、大金を受け取る契約書にサインした。

## 登場人物
クライヴ・ニコリ
演 - エイドリアン・ブロディ
本作の主人公。個別の遺伝子を組み合わせ、それによってアルツハイマーや糖尿病などを治療する新薬の開発に繋げようと研究を続けている男性科学者。複数の動物のDNAからジンジャーとフレッドという、つがいの生物を作った。職場の同僚エルサは公私ともにパートナーで、同棲生活をしている。ヒトのDNAを使って新しい生命体を作ろうとするエルサに反対し、当初は早く死なせるべきだと主張。しかし急速な成長を遂げるドレンは、それだけ早く老化して死ぬだろうという研究予測から、見守る考えに同意した。次第にドレンが人間の女性らしい外見に成長するにつれ、情が移るようになる。
エルサ・カスト
演 - サラ・ポーリー
本作のもう1人の主人公。ドレンを作り出す時に、匿名女性からの提供と偽って自分のDNAを使った。幼体のドレンを我が子のように可愛がるが、かつて母親の虐待を受けた体験から、次第に高圧的な接し方になって行く。雄に変態して狂暴化したドレンと交わり、皮肉なことに自分が提供した人間のDNAを含む精液を注がれて妊娠してしまう。サラは映画の最後にクリーチャーと獣姦することを、女性としてどう思うかというインタビューに「撮影は酷かったわね。これについては外交的な良いコメントをする気はありません。デルフィーヌが一緒にいてくれたのは良かったけれど、撮影自体は酷いものでした」と答えている。
ドレン
演 - デルフィーヌ・シャネアック
複数の動物のDNAで出来た生物に、ヒトのDNAを合わせて誕生した生命体。手足の指は４本。水生生物のように水中呼吸が可能で、両腕と背中から羽根を出して滑空し、ウサギを捕食する肉食動物の属性もある。自在に操れる長い尻尾を持ち、その先端から毒腺のある針を出して生物を刺殺する。人間の遺伝子の発露から成人女性に似た容姿に育つも、眉以外の体毛が全くないため、頭髪と性毛は生えていない。人の会話内容や目で見たものを記憶する学習能力は高く、アルファベットのパズルを並べて意思表示は可能。雌の時は言葉を話さなかったが、仮死状態を経て変態し、エルサに雄の生殖器を挿入する際に初めて人語を発した。エルサと激しい交尾を行ない、絶頂を迎えて射精。彼女の女性器内に精液を注ぎ終えた直後、クライヴに刺された。
ドレンの下肢は動物の後足のような逆関節のため、デルフィーヌは両脚にCG合成ガイド用の青いタイツと、青い布製の尻尾をつけて撮影現場で演技した。
ギャビン・ニコリ
演 - ブランドン・マクギボン
クライヴの弟。兄と同じ研究所に勤めている常識人。兄とエルサが周囲に隠して何かの研究をしていることを察していたが、ある時、ドアの向こう側で言い争っている2人の声に興味を抱いたことで、ドレンの存在を知る。ヒトのDNAを使って新種の生命を作る実験を善しとせず、兄を諫める。ドレンの存在に気付いたウィリアムの道案内役として、兄たちが隠れ家にしている納屋へ来るが、狂暴なクリーチャーと化したドレンの襲撃で死亡。
ウィリアム・バーロー
演 - デヴィッド・ヒューレット
クライヴとエルサの上司の男性。ジンジャーとフレッドのプレゼンテーションに失敗した後、新薬開発のための新しい蛋白質発見をクライヴたちに急かせる。ずっと欠勤していたエルサが提出した新しい蛋白質の合成物に、人間のDNAが含まれていたことに気が付く。クライヴたちが違う別の生物を作っていたことを突き止め、それを会社に渡すよう求めているところに現れた、凶悪な怪物と化したドレンに殺された。
ジョアン・ショロ
演 - シモーナ・メカネスキ
N.E.R.D.重役の中年女性。アルツハイマーを始めとする人類の難病を克服するための新薬開発を続けており、そのための新種の蛋白質合成を進めている。新しい生命体を作ろうとしたエルサの研究に倫理的観点から中止を命じたが、ドレンとの獣姦で貴重な蛋白源を含む新種の子を妊娠したエルサに、一生このことを誰にも口外しないよう口止めして研究用の大金を支払った。

## キャスト
| 役名                 | 俳優                       | 日本語吹替      |
| 役名                 | 俳優                       | Blu-ray/DVD収録 |
| -------------------- | -------------------------- | --------------- |
| クライヴ・ニコリ     | エイドリアン・ブロディ     | 檀臣幸          |
| エルサ・カスト       | サラ・ポーリー             | 魏涼子          |
| ドレン（雌）         | デルフィーヌ・シャネアック | （台詞なし）    |
| ドレン（雄）         | デルフィーヌ・シャネアック | 名村幸太朗      |
| 幼いドレン           | アビゲイル・チュ           | （台詞なし）    |
| ギャビン・ニコリ     | ブランドン・マクギボン     | 樋口智透        |
| ジョアン・ショロ     | シモーナ・メカネスキ       | 安永亜季        |
| ウィリアム・バーロー | デヴィッド・ヒューレット   | 魚建            |
| 日本語版制作スタッフ |                            |                 |
| 字幕翻訳             | 字幕翻訳                   | 種市譲二        |
| 吹替翻訳             | 吹替翻訳                   | 日笠千晶        |

## 製作
『スプライス』の脚本は映画監督のヴィンチェンゾ・ナタリ、脚本家のダグ・テイラーおよびアントワネット・テリー・ブライアントの3者によって書かれた。スクリプトは元々、ナタリの『キューブ』（1997年）の次回作として作られた。予算と技術的な都合によってプロジェクトは停滞していたが、2007年に2600万ドル（カナダから75%、フランスから25%）の製作費を受けて製作が開始された。
ヴィンチェンゾは2007年4月のインタビューで「『スプライス』は現代にふさわしく、私たちの遺伝子の未来と、世の中の多くのフィクションに科学が追いついていく様を描いています。これはシリアスな映画であり、感情的な映画でもあり、そしてセックスがある。とても型破りなセックスだ。この映画の目玉は、劇的な進化を遂げるクリーチャーです。観客が信じられるようなものを作ることが目標でした」と語っている。
2007年10月、エイドリアン・ブロディとサラ・ポーリー出演が決まり、翌11月にオンタリオ州トロントで撮影が始まった。トロントの他にハミルトンでも行われ、2008年2月に完了した。

## 公開
2009年のシッチェス・カタロニア国際映画祭で初公開され、翌2010年のサンダンス映画祭でも上映された。サンダンス映画祭後は配給権を落札する為に激しい争奪戦が行われ、Apparition、ワインスタイン・カンパニー、ニューマーケット・フィルムズ、ファースト・ルック・スタジオ、サミュエル・ゴールドウィン・フィルムズが名乗りを上げたが最終的にダーク・キャッスル・エンターテインメントが獲得した。北米配給はダーク・キャッスルの親会社のワーナー・ブラザースが手掛け、宣伝費とプリント代に約3,500万ドルから4,000万ドルが投じる契約が結ばれた。
製作総指揮を務めたギレルモ・デル・トロは、ヴィンチェンゾ・ナタリ監督に関し「僕にとって大切なのは、ヴィンチェンゾを多くの人に知ってもらうことなんだ。彼は『キューブ』で僕を怖がらせ、『カンパニー・マン』からは凄く感銘を受けた」 と、その演出手腕を高く評価し、「ヴィンチェンゾはこの映画の登場人物の中に、病的なダイナミズムを作り上げた。こうしたジャンルの映画で取るべき安全策を、この映画では外している。もし映画製作者たちが、“一線を越えた映画”を見たいなら『スプライス』を観に行くべきだ。メジャー作品が敢えて超えないようにしている道徳的な境界線を越えた映画は、そう滅多にない」と、背徳的な物語の素晴らしさを訴えた。

### 興行成績
2010年6月4日に北米の2450劇場で公開され、初週末3日間で約740万ドルを稼いだ。

### 批評家の反応
Rotten Tomatoesでは184のレビュー中74%が肯定的なものであり、平均点は10点満点で6.6だった。Metacriticでは34のレビューで平均点は100点満点中65点だった。

#### 受賞・ノミネート
| 賞                               | 部門           | 候補者                 | 結果       |
| -------------------------------- | -------------- | ---------------------- | ---------- |
| シッチェス・カタロニア国際映画祭 | 特殊効果賞     | 特殊効果賞             | 受賞       |
| シッチェス・カタロニア国際映画祭 | 作品賞         | ヴィンチェンゾ・ナタリ | ノミネート |
| サターン賞                       | SF映画賞       | SF映画賞               | ノミネート |
| サターン賞                       | メイクアップ賞 | メイクアップ賞         | ノミネート |

## 評価
米MOVIE GIDEでは「『スプライス』は遺伝子工学とクローンの作成に関する現在の重要な道徳的問題をいくつか提起しています」とテーマ性を評価しながらも「小児性愛はいうまでもなく、近親相姦や獣姦への忌まわしい暗示を伴う愚かなプロットへと堕落し、凶悪な殺人へと発展する」として、若い科学者が禁忌を犯すR指定のホラーであり、広くはお薦めできないと結んでいる。
映画評論家のピーター・ブラッドショーはガーディアン紙の映画評で「すべてが明らかにされているわけではないが」と前置きして「エルサが子供を欲しがっていないのは、不気味で古い農場で自分の母親と接していた苦痛から来たものだ。エルサは赤ちゃんのいない、洗練された都会的な生活を望んでいることが独身アパートの暮らしぶりからうかがえる」と分析した。「『スプライス』は傑作ではないが、面白いクリーチャー・エフェクトと特殊メイク、率直なストーリーテリングがあり、ナタリ監督の『キューブ』のようなカルト作品になる可能性は十分にある。ただしバイオテクノロジーで産まれた亜人と異種交配セックスするのは絶対に止めましょう」と、ジョークを交えて高く評価している。
IMDbの保護者向けガイドで、98人中55人が“強めのセックスとヌードがある”と評し、51人中22人が“中程度の暴力とゴア描写がある”としている。“強めのセックスとヌードがある”は「女性が彼の膝の上に乗り、ズボンのチャックを下ろして彼のペニスを挿入。彼女が激しく動くと、2人ともうめき声を上げて絶頂に達している」「男はハイブリッド生物の裸の胸を愛撫。男は彼女の上に乗って突き上げ、2人は行為が中断されるまでさらに大きくうめき声を上げた」「ハイブリッド生物が女性の上に乗り、“あなたの中に”と言って犯す場面で、ハイブリッドが彼女の股間を突いていることを顔の動きで暗示している。ハイブリッドが彼女の中に射精している描写がある」などを理由としている。“暴力とゴア描写”は、「エルサから贈られた猫を殺した後、クリーチャーの尻尾の針が手術で切り取られる」「強姦場面でクリーチャーが背後から串刺しにされる」「クリーチャーは頭部を岩で叩かれ、血まみれの場面が表示される」などが挙げられた。